# Aarón Díaz
Aarón Díaz Spencer (Puerto Vallarta, 7 marzo 1982) è un attore, cantante e modello messicano naturalizzato statunitense.

## Biografia
È conosciuto in particolar modo per il suo ruolo di protagonista nel film Marcelo e Amor xtremo, nella telenovela statunitense Tierra de reyes, dove ha interpretato Arturo. È inoltre noto come componente del cast principale in Lola, érase una vez e in Santa diabla, oltre che per il ruolo di Mariano Sanchez nella telenovela del 2010 Teresa.

## Filmografia

### Cinema
- Amor xtremo, regia di Chava Cartas (2006)
- Marcelo, regia di Omar Ynigo (2012)
- No Manches Frida 2, regia di Nacho G. Velilla (2019)
- Habit, regia di Janell Shirtcliff (2021)
- Invito a un assassinio, regia di J.M Cravioto (2023)
- Sayen - La cacciatrice (Sayen: La Cazadora), regia di Alexander Witt (2023)

### Televisione
- El juego de la vida - serie TV, (2001-2002)
- Clase 406 - serie TV, (2002-2003)
- Corazones al límite - serie TV, (2004)
- Barrera de amor - serie TV, (2005-2006)
- Plaza Sésamo - serie TV, (2007)
- Lola, érase una vez - serie TV, (2007-2008)
- Terminales - serie TV, (2008)
- Dinoshark - film TV, (2010)
- Teresa - serie TV, (2010)
- Pan Am - serie TV, (2011)
- El Talismán - serie TV, (2012)
- Rosario - serie TV, (2013)
- Santa Diabla - serie TV, (2013-2014)
- Los miserables - serie TV, (2014)
- Tierra de reyes - serie TV, (2014-2015)
- Quantico - serie TV, (2016-2017)
- Betty en NY - serie TV, (2019)
- Toda la sangre - serie TV, (2022)